# Kastrati (stam)

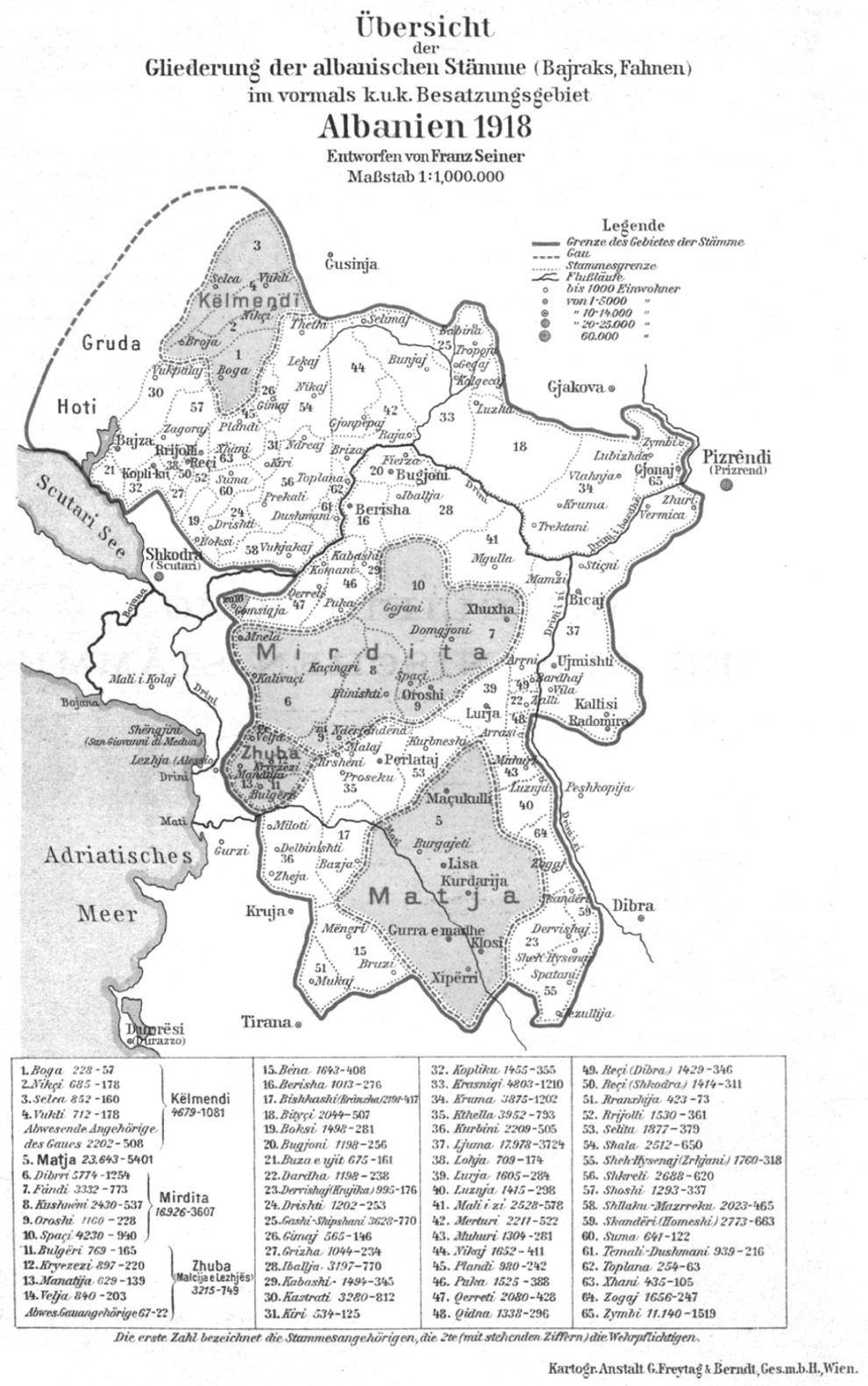
Albanska stammar 1918, med Kastrati som nummer 30.

Kastrati (albanska: Kastrati) är en historisk stam och region i Malsia e Madhe i norra Albanien.Kastrati gränsar med Hoti i norr, Kelmendi i nordost, Shkreli och Koplik i söder.

## Historia
Kastrati nämns för första gången 1416 som Kastrati. I en rapport skriven av Mariano Bolizza från 1614 omnämns stammen som Castratti. 

## Antropologi
Enligt Nopcsa och Durham härstammar de från en viss Dedli eller Detali Bratoshi som sägs ha levt i slutet av 1500-talet. Han sägs ha kommit tillsammans med sina sju söner från Drekale/Drekalovići-klanen i Kuči, som ligger i sydöstra Montenegro. När Detali slog sig ner i Kastrati fanns det redan tre familjer i området Totovic, Petrovic och Pelovic. Petrovicfamiljen sägs vara släktingar med huset Petrović-Njegoš. Under tiden assimilerades de tre familjerna och kallar sig idag för albaner.

## Demografi

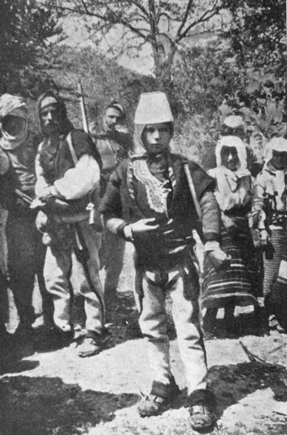
Familj från Kastrati i början av 1900-talet.

I en rapport 1614, skriven av Mariano Bolizza, fanns det 50 hushåll och 130 män redo för strid, ledda av Prenk Bitti.
1838 uppges i en rapport av Joseph Müller att Kastrati har 2 800 invånare.
I den första trovärdiga folkräkningen 1918 hade Kastrati 516 hushåll och 3 280 invånare.

## Teorier om namnets ursprung
Enligt Edith Durham kommer namnet från den latinska ordet Castrum, på grund av att vägen från Shkodra till Dioclea gick genom Kastrati.
Enligt stammedlemmarna sägs namnet komma från Gjergj Kastrioti.